# Mohamed Diop (natation)
Pour les articles homonymes, voir Mohamed Diop et Diop.
Mohamed Diop ou Mouhamed Diop, né le 21 juin 1964, est un nageur sénégalais.

## Carrière
Il débute la natation à l'âge de 6 ans et devient international sénégalais à 15 ans. Il fait partie de l'équipe nationale sénégalaise de 1979 à 1999, remportant une médaille de bronze aux Jeux africains de 1987 et participant aux Jeux olympiques d'été de 1988 et de 1992.
Il met un terme à sa carrière de nageur amateur en 1999 à l'âge de 35 ans.
Il continue néanmoins à concourir en Masters et devient président de la Fédération sénégalaise de natation et de sauvetage en 2001. Il reste 19 ans en poste, laissant sa place en 2020.